# Pizza blanche
Pour les articles homonymes, voir Pizza (homonymie) et Blanche.
La pizza blanche ou pizza bianca (en italien) est une recette de pizza sans sauce tomate de la cuisine italienne, originaire des villes de Rome et de Naples en Italie, à base de fromage, d'huile d'olive et de diverses garnitures.
La « pizza bianca romana alla pala del fornaio » (pizza blanche romaine à la pelle du boulanger) est reconnue produits agroalimentaires traditionnels du Latium depuis 2019 par le gouvernement italien.

## Histoire
Déclinée des pain pita, focaccia ou pinsa, en d'innombrables variantes de recettes agrémentées de diverses garnitures,,,,, la pizza blanche est une alternative traditionnelle à la pizza rouge (pizza rossa, à la sauce tomate) des cuisine napolitaine et cuisine italienne,,. 

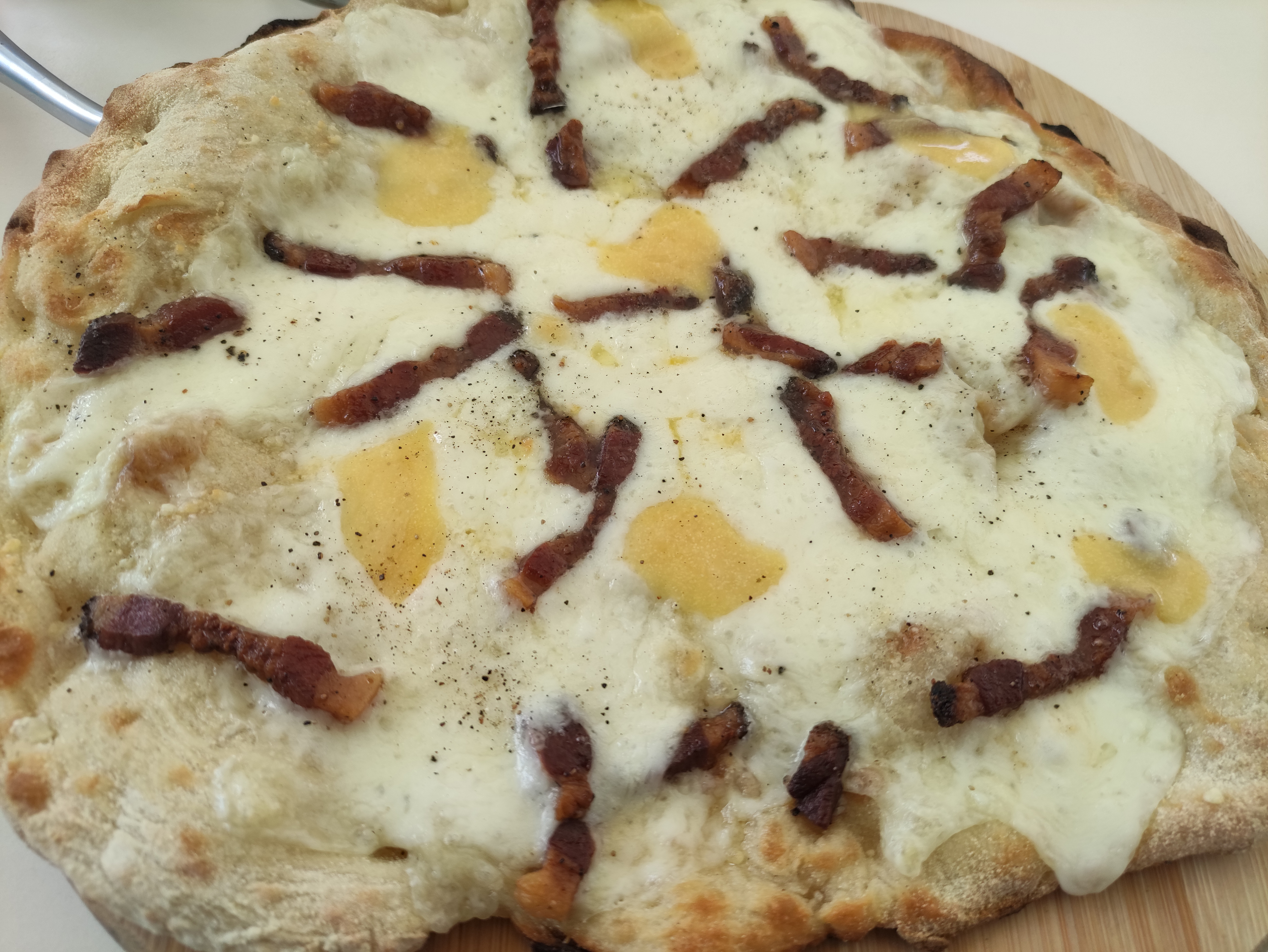
Pinsa romaine au fromages et lardon
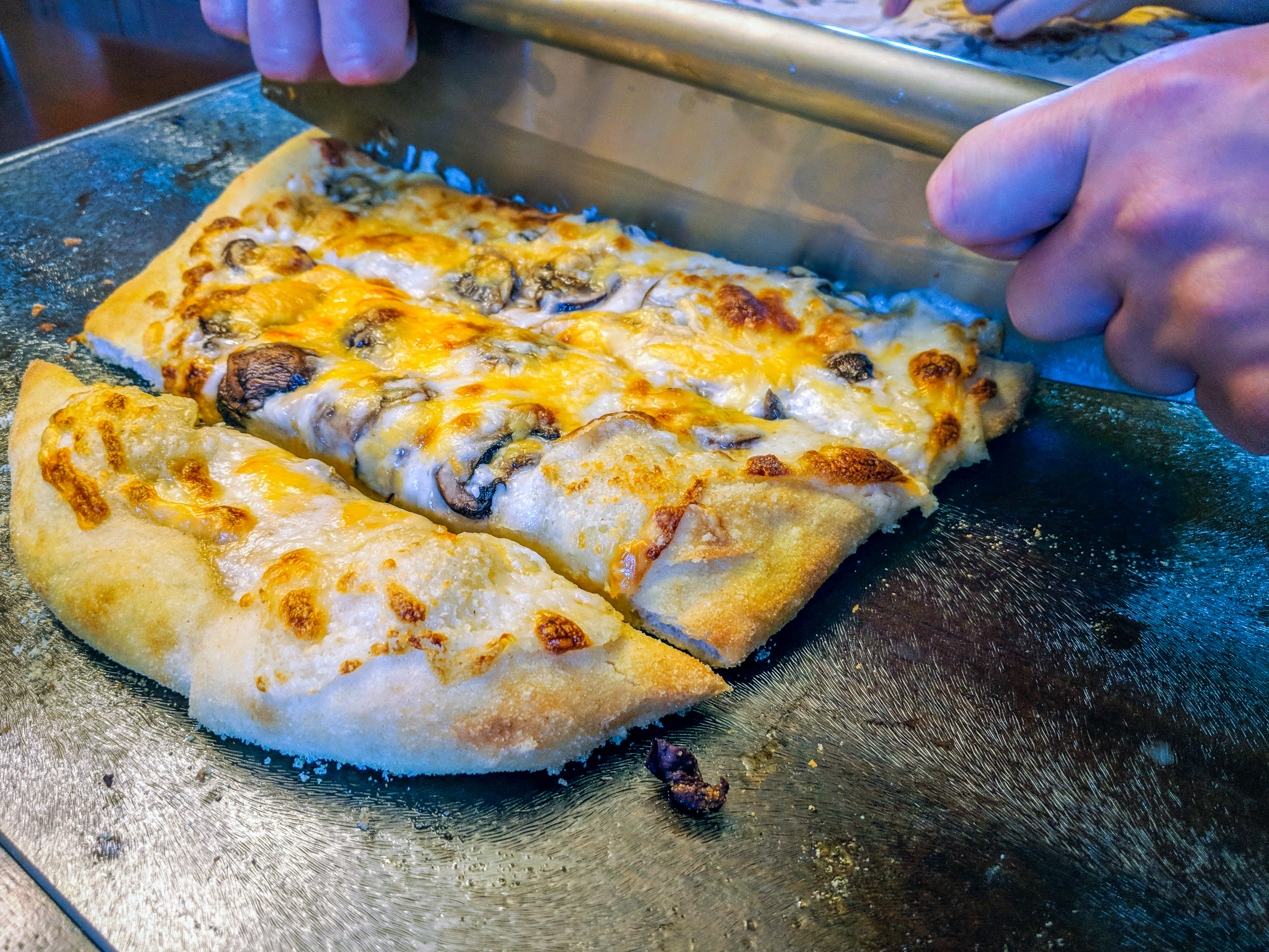
Fromage et champignon
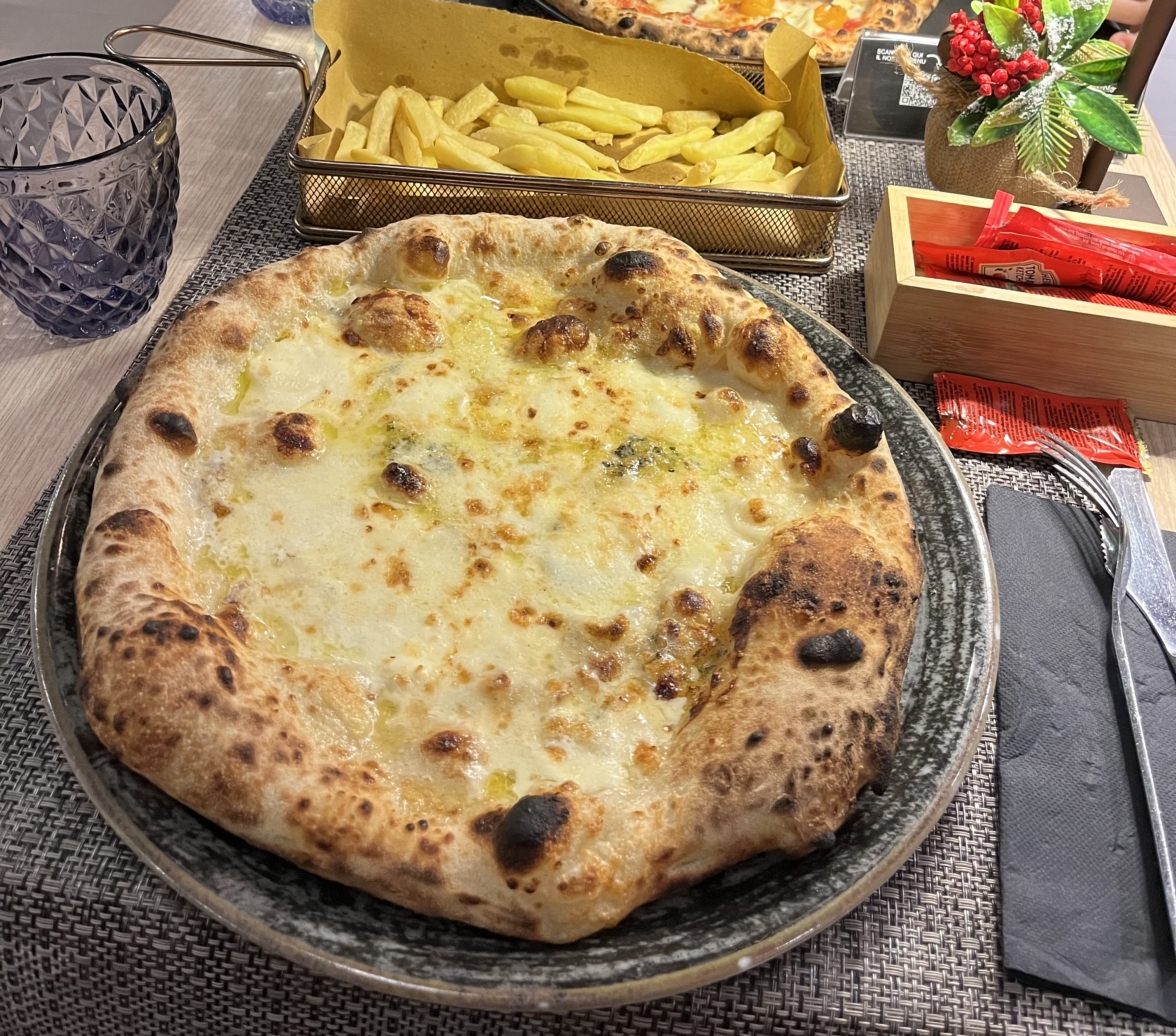
Pizza quatre fromages

### Pizza Mastunicola
La pizza Mastunicòla (ou Mastro Nicola), déclinée du pain pita, à base saindoux et de fromage, est connue comme une des plus anciennes recettes historiques de pizza connue de l'histoire de la pizza et de la cuisine napolitaine,,. Originaire de Naples en Italie, vers la fin du XVIe siècle début du XVIIe siècle, elle précède l'arrivée des tomates (et sauce tomate) de la découverte du Nouveau Monde au XVIe siècle  et des premières pizzas napolitaines à la tomate (pizza marinara et pizza Margherita) des XVIIIe siècle et XIXe siècle,. 